# عرق أبيض
يستخدم مصطلح العرق الابيض للإشارة إلى البشر الذين يتميزون خصوصًا بألوان البشرة الفاتحة (ويسمون أيضًا "الأوروبيين" أو "القوقازين). يستخدم هذا المصطلح عادًة للإشارة إلى الأفراد الذين يمتلكون الخصائص الفيزيائية من نوع européen1 وهي تاريخيًا الخصائص الفيزيائيّة المميزة للشعوب الأوروبية وشعوب المناطق الأخرى القريبة. تعريف "الشخص الأبيض" يختلف كثيًرا عن التعريفات التاريخية والقانونية والثقافية والجغرافية.

## نظرة عامة
يستخدم مصطلح البيض في الغالب وحصريًا للأشخاص المنحدرين من أصل أوروبي؛ اعتمادًا على السياق والجنسية ووجهات النظر. تم توسيع المصطلح في بعض الأحيان ليشمل الأشخاص من أصل شرق أوسطي وشمال أفريقي، تحديدا العرب والاكراد والاتراك والفرس والامازيغ والأرمن.
استخدم المصطلح من قبل السكان الأوروبيين بشكل أساسي أو حصري، والتي تحددها بشرتهم الفاتحة، من بين الخصائص الفيزيائية الأخرى، وعلى النقيض من «السود»، الهنود الحمر، و«الملونين» أو المختلطين، ونشأ المصطلح في القرن السابع عشر. وخلال القرن التاسع عشر تم تحويل هذه الفئة إلى نظام شبه علمي لعلاقات العرق ولون البشرة.
لم يحقق مفهوم العرق الأبيض قبولًا عالميًا في أوروبا عندما بدأ استخدامه لأول مرة في القرن السابع عشر، أو في القرون التي تلت ذلك. اعتبرت ألمانيا النازية بعض الشعوب الأوروبية مثل السلاف على أنها مختلفة عنهم.
قبل العصر الحديث، لم يكن أي من الشعوب الأوروبية تعتبر نفسها «بيضاء»، بل عرّفت عرقها أو أصلها أو نفسها من حيث جنسيتها. علاوة على ذلك، لا يوجد معيار مقبول لتحديد الحاجز الجغرافي بين البيض وغير البيض.
يعتبر علماء الأنثروبولوجيا المعاصرون والعلماء الآخرون، مع إدراكهم لحقيقة التنوع البيولوجي بين المجموعات البشرية المختلفة، أن مفهوم «العرق الأبيض» الأصيل والمميز يمكن تكوينه اجتماعياً. كمجموعة لها عدة حدود محتملة مختلفة، فهي مثال لمفهوم غامض.
في معظم أنحاء أوروبا، يكون التمييز بين العرق والجنسية هو الأكثر شيوعاً. عندما يُطلب من الأشخاص وصف عرقهم أو أصولهم، غالبًا ما يصفونها من حيث جنسيتهم. وكانت للبنى الاجتماعية المختلفة للبياض أهمية كبيرة للهوية الوطنية، السياسة العامة، الدين، إحصاءات السكان، التفرقة العنصرية، العمل الإيجابي، امتياز البيض، تحسين النسل، التهميش العنصري، والحصص العرقية.

## تاريخ

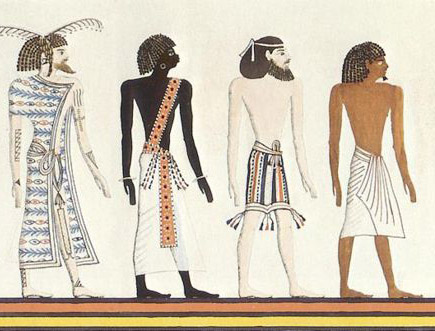
يظهر في الصورة أربع جماعات (من اليسار) : ليبي، نوبي، آسياوي، مصري، والصورة إعادة تكوين لصورة على جدران مقبرة سيتي الأول.

طبقًا لعالمة الأنثروبوولوجيا نينا جابلونسكي:
النصوص الجنائزية المصرية القديمة (في المملكة الحديثة) المعروفة بكتاب البوابات تفرق بين «أربع جماعات» تسير في موكب. وهم المصريون، والشوام والكنعانيون أو «الآسيويون»، والنوبيون، والليبيون بيض البشرة. ويظهر المصريون ببشرة تبدو داكنة مقارنة بالشاميين والليبيين، وفاتحة مقارنة بالنوبيين.
إلحاق الدلالات السلبية والايجابية لللونين الأبيض والأسود بأشخاص بعينهم يرجع إلى عدة لغات هندية أوروبية في قديم عهدها، إلا أنه لم يكن من الضروري أن ترتبط تلك الدلالات بلون البشرة الفعلي؛ بل كانت تستخدم بشكل تصويري. فأحيانًا، كان يُرمز لتغيير الديانة بتغير في لون البشرة مجازًا. وبالمثل، تشبه الريجفدا الkrsna tvac (البشرة السوداء) باللادينية.
ويقول عالم الكلاسيكية جيمز دي «لا يصف اليونانيون أنفسهم بـ (أصحاب البشرة البيضاء) أو أي وصف آخر؛ لعدم وجود كلمة في قواميسهم يشيرون إلى أنفسهم بها» لون البشرة لم يكن ذا أهمية لدى الناس؛ فالمكان الذي يعيشون فيه هو ما كان يشغلهم. وصف هيرودوت جماعة البوديني السكوثية بأن لديها عيونًا زرقاء وشعرًا أحمرًا براقا،  والمصريين -كالكولخيس إلى حد ما- بأن بشرتهم سوداء وشعرهم مجعد. كذلك أعطى أول إشارة تقريبًا للاسم اليوناني الشائع للقبائل التي تسكن جنوب مصر، النوبيين والذي كان "Aithíopes" (ذوو الوجه المحترق). ووصف كزينوفانيس الآثيوبين بأنهم سود والفرس بأنهم بيض مقارنة باليونانيين ذوي البشرة السمراء.
وفي أدبيات الشرق الأدنى القديم والعصور القديمة الكلاسيكية، كانت أوصاف مظاهر الأمم المختلفة من حيث اللون شائعة.

## أصل المصطلح
يعود مفهوم «الأبيض» أو «العرق الأبيض»، أو الأعراق غير البيضاء أو الملونة إلى القرن السابع عشر. وهو وصف عملي للسكان البيض في إشارة إلى لون بشرتهم وهذه الفكرة وجدت في الاثنوغرافيا اليونانية الرومانية ومصادر قديمة أخرى.

## الانتشار
هناك العديد من المناطق في العالم تحتوي على أقلية أو أغلبية بيضاء منها هذه المناطق التي تحتوي على أغلبية سكانيّة من هذا العرق: غرب آسيا، والقارة الأوروبية، وشمال أفريقيا، وأمريكا الشمالية، ومناطق في أمريكا الجنوبية (الأرجنتين، الأوروغواي، التشيلي والبرازيل)، وأستراليا ونيوزيلاندا. 